# Boarmia nigrifumata
Boarmia nigrifumata là một loài bướm đêm trong họ Geometridae.